# Xing-Header
Der Xing-Header (Xing-Kopfdatenbereich) ist eine Datenstruktur innerhalb von MP3-Dateien mit variabler Datenrate.
In dem für Streaming-Media-Anwendungen konzipierten MP3-Format wird das Audiosignal in zeitlich aufeinanderfolgende Frames aufgeteilt, die weitestgehend unabhängig voneinander kodiert werden.
Es wird kein Kopfdatenbereich vorausgesetzt, in dem dateiweite Informationen wie die Gesamtlänge der Datei oder die Anzahl der Frames gespeichert sind.
Dies ermöglicht es einerseits, auch Bruchstücke von Dateien problemlos zu dekodieren.
Bei Dateien mit variabler Datenrate, bei denen also die einzelnen Frames unterschiedlich groß sind, hat jedoch ein MP3-Player keine Möglichkeit, die Gesamtabspieldauer zu ermitteln oder an eine bestimmte (zeitliche) Position zu springen, ohne die gesamte Datei zu lesen.
Zur Lösung dieses Problems können durch den MP3-Encoder mit den Xing-Kopfdaten Zusatzinformationen bereitgestellt werden.
Dabei handelt es sich um einen speziellen Frame zu Beginn der Datei, der anstatt von Audiodaten ein Inhaltsverzeichnis bestehend aus 100 Sprungpositionen sowie Angaben zur Dateigröße und Frameanzahl enthält.
Der Xing-Kopfdatenbereich wurde ursprünglich vom Xing MP3 Encoder des Unternehmens Xing Technology eingeführt, wird aber auch von anderen Programmen wie dem LAME-Encoder unterstützt.